# محمد يوسف الشريقي
محمد بن يوسف الشُّرَيْقي (1316- 3 محرم 1390هـ/ 1898 - 10 مارس 1970)، حقوقي وسياسي وشاعر سوري - أردني. ولد في اللاذقية وتعلّم فيها وفي بيروت. حصل على شهادة الحقوق من معهد دمشق. كان له نشاط سياسي في شبابه، فحُكم عليه بالإعدام في 1916 في المجلس العسكري العثماني بعالية، وخُفض الحكم لصغر سنّه، فقضى ثمانية‌ أشهر في السجن. ثمّ انتقل إلى الأردن في 1922 فأصدر في عمّان جريدة الشرق العربي. تدرّج في الوظائف إلى أن كان وزيرًا للخارجيّة، فـوزيرًا للبلاط. وتولّى عدة سفارات آخرها في تركيا عام 1962 وظل مقيمًا في عمّان حتى وفاته. يعد من رجالات الحركة الوطنية العربية الذين ساهموا في تأسيس الإمارة شرق الأردن وتقلب في العديد من المناصب الوزارية في الحكومة الأردنية وكان من دعاة الوحدة العربية، إضافة لمناصرته للقضية الفلسطينية. كان عضوًا في الرابطة الأدبية وجمعية العربية الفتاة، والجامعة العربية، وجمعية الإخوان العشرة، وكان ممثلاً لمؤتمر اللاذقية في المؤتمر السوري العام كما كان عضوًا لمجلس الأعيان الأردني. له ديوان شعر وعدة مؤلفات.

## ولادته ودراسته
ولد محمد بن يوسف بن محمد الشُّرَيْقي ولد في مدينة اللاذقية سنة 1898 م/ 1316 هـ ونشأ بها. تلقى تعليمه الابتدائي فيها، وأكمل دراسته الثانوية في دمشق وبيروت وإسطنبول في 1913. درس اللغة الفرنسية في مدرسة عين طوره بلبنان. رحل إلى القاهرة، فتعلم بعض علوم الدينية على يد رشيد رضا في دار الدعوة والإرشاد، ثم في الجامع الأزهر على محمد بخيت المطيعي. التحق بكلية الآداب في الجامعة المصرية لمدة عام في 1913، عاد بعده إلى سوريا على أثر اندلاع الحرب العالمية الأولى في 1914. منعت من العودة إلى مصر فتحول من دراسة الآداب إلى دراسة الحقوق في دمشق فحصل على شهادة الحقوق.

## مهنته

### سنواته الأولى
انتمى إلى عدد من الجمعيات السرية وقد عُرف بنشاطه السياسي المناهض للحكم العثماني، فاعتقلته السلطات العثمانية أوائل آب 1915،، وقدم إلى المجلس العسكري العرفي في عالية عام 1915، وحكمت عليه بالإعدام في 1916، ثم خفف الحكم لصغر سنّه إلى الأشغال الشاقة المؤبدة. هاجر إلى الأردن في 1922، بعد أن حكم عليه بالسجن لمدة 12 عامًا من قبل المجلس العسكري الانتداب الفرنسي. وقضى حوالي ثلاث سنوات في سجن بيروت وسجن قلعة دمشق. وفي شباط من عام 1918 أفرج عنه فالتحق في العمل الوظيفي في المملكة العربية السورية في دمشق. عين موظفا في دار المعارف، ثم أمينا ومستشارا خاصا لعلي رضا الركابي وبعد سقوط هذه الحكومة في تموز 1920، عاد لمواصلة دراسته في معهد الحقوق في دمشق، واستمر بذلك حتى 1922 فاشترك في المظاهرات ضد قوات الانتداب الفرنسي وقبض على عدد من قادة المظاهرات ولكنه اختفى من الأنظار وحكم عليه غيابيا بالسجن لمدة عشرين عاما وهرب سرا إلى إمارة شرق الأردن.

### في الحكومة الأردنية
في حزيران 1922 هاجر إلى الأردن فالتحق بالعمل الوظيفي الحكومي لدى حكومة إمارة شرق الأردن. عين سكرتيرًا لمجلس المستشارين (الوزراء) في الحكومة الأردنية. تولى الإشراف على تحرير جريدة الشرق العربي في 1923، الجريدة الرسمية الأردنية فيما بعد، وصدر العدد الأول منها في 15 مايو 1923 واستمر في عمله هذا حتى 1926، وبعد ذلك أضيف له وظيفة مدير المطبعة الرسمية للحكومة الأردنية ومدير المطبوعات واستمر حتى 1938.

في عام 1938 تحول للعمل في مديرية المعارف وتولى وظيفة مفتش عام المعارف، وبقي في وظيفته حتى أقيل من الخدمة في أوائل 1939 حيث عاد إلى وطنه لمواصلة دراسته الجامعية. فالتحق في كلية الحقوق في الجامعة السورية في نفس السنة، وتخرج بدرجة ليسانس بالحقوق في 1941.

وبعد تخرجه عاد مرة ثانية إلى الأردن، فعمل محاميًا بها حتى 1945. وبعده عيّن وزيرا للخارجية والمالية والاقتصاد خلال الفترة 1 سبتمبر 1945 حتى 1 فبراير 1947 في التعديل الأول في وزارة إبراهيم هاشم الثانية وفي التعديل الثاني لهذه الوزارة والذي جرى في 8 أغسطس 1946 تولى محمد الشريقي وزيرا للخارجية والمعارف. في 12 فبراير 1947 تولى رئاسة الديوان الملكي الهاشمي حتى 1 ديسمبر 1947. ثم عين خلال الفترة 1948-1950 وزيرًا مفوضًا في باكستان والهند وأفغانستان، ثم وزيرًا للخارجية للمرة الثانية من 12 أبريل 1950 حتى 11 أكتوبر 1950 في وزارة سعيد المفتي الأولى. ثم عيّن وزيرا للعدلية من 14 أكتوبر 1950 حتی 1 نوفمبر 1950 في وزارة سعيد المفتي الثانية. ثم وزيرا للبلاط الملكي من 26 ديسمبر 1951 حتى 30 أغسطس 1951 فقدّم استقالته، لممارسة مهنة المحاماة مرة أخرى.

ثم عين عضوا في مجلس الأعيان الأردني الثلث من 1 سبتمبر 1951 حتى 31 ديسمبر 1951، ولم يعمر هذا المجلس طويلا فقد تم حله، وخلال الفترة 1952-1958 مارس مهنة المحاماة ثم عاد مرة أخرى للعمل الحكومي في مجال السلك الدبلوماسي من 1959 وشغل منصب سفير الأردن في القاهرة خلال 1959-1960، وسفير الأردن في أنقرة 1961-1962، وأحيل بعدها على التقاعد بسبب كبر سنه. فظل مقيما في عمان حيث تفرغ لأعماله الأدبية والكتابية حتى وفاته في 10 مارس 1970/ 3 محرم 1390.

## شعره
ذكره عبد العزيز البابطين في معجمه ووصف أسلوبه الشعري وقال «يستمد لَبِنات أشعاره من مفردات الطبيعة، مقتفيًا في ذلك آثار أقرانه من أمثال أبي القاسم الشابي، وعلي محمود طه، وغيرهما. مفعم بحب الحياة، يحصي سني عمره بمدى معانقته لها. وهو شاعر وطني، مؤمن بوحدة عروبته، خاصة تعبيره عن إيمانه المطلق بحتمية الوحدة بين مصر والشام. ندّد بعهود السجون والمشانق التي راح ضحية غطرستها الكثير من شباب هذه الأمة، وله شعر في الرثاء. تتسم لغته بالتدفق والجدة، خياله طليق ونفسه الشعري طويل. التزم النهج الخليلي في بناء قصائده.»

## جوائزه وتكريمه
حصل على عدد من الأوسمة الأردنية، منها:
- وسام النهضة
- وسام الاستقلال
- وسام الكوكب[6]

وقد أطلقت اسمه على أحد شوارع مدينة أمان بمنطقة جبل اللويبدة تقديرًا له.

## مؤلفاته
- ديوان شعر
- مسألة السكّان والوطن العربي، ترجمه عن التركيّة
- من وحي العروبة
- نهج الأدبين القديم والحديث
- رسالة الأدب
- خواطر وأفكار
- التفاؤل والتشاؤم في الحياة والشعر، ترجمه عن التركيّة
- الحقوق الدستورية
- خطب ومحاضرات

وفي 1993 أصدر فوزي فلاح خطباء كتابه محمد الشريقي: حياته وآثاره.

## وفاته
توفي الشريقي في مدينة عمان سنة 1390هـ/ 1970م.